# Dibrachys crassiscapus
Dibrachys crassiscapus är en stekelart som beskrevs av Sharkov 1983. Dibrachys crassiscapus ingår i släktet Dibrachys och familjen puppglanssteklar.
Artens utbredningsområde är Ukraina. Inga underarter finns listade i Catalogue of Life.